# Minjian Xiang
Minjian Xiang (kinesiska: 民建, 民建乡) är en socken i Kina. Den ligger i provinsen Yunnan, i den sydvästra delen av landet, omkring 380 kilometer väster om provinshuvudstaden Kunming. Antalet invånare är 8 731. Befolkningen består av 4 080 kvinnor och 4 651 män. Barn under 15 år utgör 19,0 %, vuxna 15-64 år 71 %, och äldre över 65 år 8,0 %.
Genomsnittlig årsnederbörd är 1 080 millimeter. Den regnigaste månaden är juli, med i genomsnitt 291 mm nederbörd, och den torraste är januari, med 7 mm nederbörd.